# Intoxicated
"Intoxicated" is een nummer van de Franse DJ en muziekproducent Martin Solveig samen met GTA. Het nummer kwam in Frankrijk uit op 23 februari 2015 als muziekdownload. Het is geschreven en geproduceerd door Martin Solveig, Julio Mejia en Matthew Toth. 

## Achtergrondinformatie
Het nummer piekte op de vijftiende plaats in de Franse hitlijsten en op plek nummer 5 in Engeland. Daarmee werd het zijn eerste top-10 hit in Engeland. Het nummer kwam ook in de Ierse, Nederlandse, Oostenrijkse, Schotse, Vlaamse en Zwitserse hitlijsten terecht.

## Videoclip
De bijhorende videoclip verscheen op 19 januari 2015.

## Tracklijst
| Nr. | Titel       | Duur |
| --- | ----------- | ---- |
| 1.  | Intoxicated | 4:17 |

| Nr. | Titel                                        | Duur |
| --- | -------------------------------------------- | ---- |
| 1.  | Intoxicated (Zeds Dead remix)                | 4:02 |
| 2.  | Intoxicated (Wiwek remix)                    | 4:18 |
| 3.  | Intoxicated (Sleepy Tom remix)               | 4:19 |
| 4.  | Intoxicated (Arkadiian & Whiiite Remix 2015) | 4:24 |

## Hitnoteringen

### Nederlandse Top 40
| Hitnotering: 07-03-2015 t/m 08-08-2015 | Hitnotering: 07-03-2015 t/m 08-08-2015 | Hitnotering: 07-03-2015 t/m 08-08-2015 | Hitnotering: 07-03-2015 t/m 08-08-2015 | Hitnotering: 07-03-2015 t/m 08-08-2015 | Hitnotering: 07-03-2015 t/m 08-08-2015 | Hitnotering: 07-03-2015 t/m 08-08-2015 | Hitnotering: 07-03-2015 t/m 08-08-2015 | Hitnotering: 07-03-2015 t/m 08-08-2015 | Hitnotering: 07-03-2015 t/m 08-08-2015 | Hitnotering: 07-03-2015 t/m 08-08-2015 | Hitnotering: 07-03-2015 t/m 08-08-2015 | Hitnotering: 07-03-2015 t/m 08-08-2015 |
| Week:                                  | 1                                      | 2                                      | 3                                      | 4                                      | 5                                      | 6                                      | 7                                      | 8                                      | 9                                      | 10                                     | 11                                     | 12                                     |
| -------------------------------------- | -------------------------------------- | -------------------------------------- | -------------------------------------- | -------------------------------------- | -------------------------------------- | -------------------------------------- | -------------------------------------- | -------------------------------------- | -------------------------------------- | -------------------------------------- | -------------------------------------- | -------------------------------------- |
| Positie:                               | 34                                     | 26                                     | 24                                     | 16                                     | 13                                     | 13                                     | 9                                      | 9                                      | 10                                     | 11                                     | 11                                     | 10                                     |
| Week:                                  | 13                                     | 14                                     | 15                                     | 16                                     | 17                                     | 18                                     | 19                                     | 20                                     | 21                                     | 22                                     | 23                                     |                                        |
| Positie:                               | 10                                     | 11                                     | 15                                     | 20                                     | 24                                     | 25                                     | 26                                     | 28                                     | 29                                     | 32                                     | 40                                     | uit                                    |

### NederlandseSingle Top 100
| Hitnotering: 14-02-2015 t/m 10-10-2015 | Hitnotering: 14-02-2015 t/m 10-10-2015 | Hitnotering: 14-02-2015 t/m 10-10-2015 | Hitnotering: 14-02-2015 t/m 10-10-2015 | Hitnotering: 14-02-2015 t/m 10-10-2015 | Hitnotering: 14-02-2015 t/m 10-10-2015 | Hitnotering: 14-02-2015 t/m 10-10-2015 | Hitnotering: 14-02-2015 t/m 10-10-2015 | Hitnotering: 14-02-2015 t/m 10-10-2015 | Hitnotering: 14-02-2015 t/m 10-10-2015 | Hitnotering: 14-02-2015 t/m 10-10-2015 | Hitnotering: 14-02-2015 t/m 10-10-2015 | Hitnotering: 14-02-2015 t/m 10-10-2015 | Hitnotering: 14-02-2015 t/m 10-10-2015 | Hitnotering: 14-02-2015 t/m 10-10-2015 | Hitnotering: 14-02-2015 t/m 10-10-2015 | Hitnotering: 14-02-2015 t/m 10-10-2015 | Hitnotering: 14-02-2015 t/m 10-10-2015 | Hitnotering: 14-02-2015 t/m 10-10-2015 |
| Week:                                  | 1                                      | 2                                      | 3                                      | 4                                      | 5                                      | 6                                      | 7                                      | 8                                      | 9                                      | 10                                     | 11                                     | 12                                     | 13                                     | 14                                     | 15                                     | 16                                     | 17                                     | 18                                     |
| -------------------------------------- | -------------------------------------- | -------------------------------------- | -------------------------------------- | -------------------------------------- | -------------------------------------- | -------------------------------------- | -------------------------------------- | -------------------------------------- | -------------------------------------- | -------------------------------------- | -------------------------------------- | -------------------------------------- | -------------------------------------- | -------------------------------------- | -------------------------------------- | -------------------------------------- | -------------------------------------- | -------------------------------------- |
| Positie:                               | 90                                     | 77                                     | 52                                     | 33                                     | 20                                     | 16                                     | 14                                     | 12                                     | 12                                     | 12                                     | 11                                     | 11                                     | 14                                     | 13                                     | 17                                     | 18                                     | 18                                     | 27                                     |
| Week:                                  | 19                                     | 20                                     | 21                                     | 22                                     | 23                                     | 24                                     | 25                                     | 26                                     | 27                                     | 28                                     | 29                                     | 30                                     | 31                                     | 32                                     | 33                                     | 34                                     | 35                                     |                                        |
| Positie:                               | 23                                     | 23                                     | 24                                     | 22                                     | 25                                     | 27                                     | 29                                     | 31                                     | 33                                     | 35                                     | 38                                     | 44                                     | 53                                     | 65                                     | 76                                     | 77                                     | 92                                     | uit                                    |

### 3FM Mega Top 50
| Hitnotering: 21-02-2015 t/m 05-09-2015 | Hitnotering: 21-02-2015 t/m 05-09-2015 | Hitnotering: 21-02-2015 t/m 05-09-2015 | Hitnotering: 21-02-2015 t/m 05-09-2015 | Hitnotering: 21-02-2015 t/m 05-09-2015 | Hitnotering: 21-02-2015 t/m 05-09-2015 | Hitnotering: 21-02-2015 t/m 05-09-2015 | Hitnotering: 21-02-2015 t/m 05-09-2015 | Hitnotering: 21-02-2015 t/m 05-09-2015 | Hitnotering: 21-02-2015 t/m 05-09-2015 | Hitnotering: 21-02-2015 t/m 05-09-2015 | Hitnotering: 21-02-2015 t/m 05-09-2015 | Hitnotering: 21-02-2015 t/m 05-09-2015 | Hitnotering: 21-02-2015 t/m 05-09-2015 | Hitnotering: 21-02-2015 t/m 05-09-2015 | Hitnotering: 21-02-2015 t/m 05-09-2015 |
| Week:                                  | 1                                      | 2                                      | 3                                      | 4                                      | 5                                      | 6                                      | 7                                      | 8                                      | 9                                      | 10                                     | 11                                     | 12                                     | 13                                     | 14                                     | 15                                     |
| -------------------------------------- | -------------------------------------- | -------------------------------------- | -------------------------------------- | -------------------------------------- | -------------------------------------- | -------------------------------------- | -------------------------------------- | -------------------------------------- | -------------------------------------- | -------------------------------------- | -------------------------------------- | -------------------------------------- | -------------------------------------- | -------------------------------------- | -------------------------------------- |
| Positie:                               | 49                                     | 43                                     | 25                                     | 19                                     | 19                                     | 19                                     | 16                                     | 10                                     | 10                                     | 11                                     | 10                                     | 11                                     | 13                                     | 11                                     | 10                                     |
| Week:                                  | 16                                     | 17                                     | 18                                     | 19                                     | 20                                     | 21                                     | 22                                     | 23                                     | 24                                     | 25                                     | 26                                     | 27                                     | 28                                     | 29                                     |                                        |
| Positie:                               | 9                                      | 13                                     | 15                                     | 14                                     | 20                                     | 23                                     | 22                                     | 23                                     | 28                                     | 40                                     | 40                                     | 36                                     | 41                                     | 46                                     | uit                                    |

## Releasedata
| Land      | Releasedatum     | Formaat        | Label    |
| --------- | ---------------- | -------------- | -------- |
| Frankrijk | 23 februari 2015 | Muziekdownload | Spinnin' |